# NGC 7195
NGC 7195 је спирална галаксија у сазвежђу Пегаз која се налази на NGC листи објеката дубоког неба.
Деклинација објекта је + 12° 39' 41" а ректасцензија 22h 3m 30,2s. Привидна величина (магнитуда) објекта NGC 7195 износи 14,7 а фотографска магнитуда 15,5. NGC 7195 је још познат и под ознакама MCG 2-56-9, CGCG 428-22, NPM1G +12.0546, PGC 67940.